# Rückbezüglichkeit
Rückbezüglichkeit beschreibt im radikalen Konstruktivismus den Sachverhalt, dass menschliche Erkenntnis auch eine subjektive Komponente hat, die auf den Erkenntnisvorgang zurückwirkt: Das erkennende Subjekt beeinflusst durch den Erkenntnisvorgang selbst das, was es erkennt, ohne diesen Vorgang in der Regel zu bemerken. Die objektive Wirklichkeit ist daher der menschlichen Erkenntnis immer ein Stück weit entzogen. Der Begriff Rückbezüglichkeit wurde von dem  österreichischen Kommunikationswissenschaftler und Psychotherapeuten Paul Watzlawick in die Diskussion eingeführt.